# トロピカーナ (ホテル)
トロピカーナ・リゾート&カジノ（Tropicana Resort & Casino）は、かつてアメリカ合衆国ネバダ州ラスベガスにあったカジノホテルである。

## 概要
南国をテーマとした老舗のリゾートホテルで、開業から50年を超える歴史を持っていた。周囲に巨大ホテルが林立する現在ではそれほど目立つ存在とは言えないものの、プールを中心とした施設はかなり充実しており、長い間南ストリップを代表するリゾートホテルであった。プールに入りながらプレイできる「水上ブラックジャック」は、このホテルの名物であった。
2024年4月2日をもって営業を終了。同年10月9日に花火・ドローン・爆破解体。2028年にはメジャーリーグベースボールのアスレチックスが同敷地内に新スタジアムが建設予定。